# British Aerospace
British Aerospace plc (BAe) je bilo britansko podjetje, ki je proizvajalo letala, oborožitvene sisteme in vesoljsko tehniko. Sedež podjetja je bil v Warwick House v Farnboroughu, Anglija.Podjetje je bilo ustanovljeno leta 1977, ko so se združili British Aircraft Corporation, Hawker Siddeley Aviation, Hawker Siddeley Dynamics in Scottish Aviation. Leta 1979 se je podjetje pridužilo skupini Airbus. Leta 1999 je BAe prevzel podjetje Marconi Electronic Systems in tako je nastal sedanji BAE Systems.

## Letala
- BAe 125
- BAe 146
- BAe P.125
- BAe P.1216
- BAe ATP
- British Aerospace EAP
- BAE Harrier II
- BAe Hawk
- BAe Hawker 800
- BAe Jetstream 31
- BAe Jetstream 41
- BAe Nimrod AEW.3
- BAE Nimrod MRA.4
- BAE Replica
- BAe Sea Harrier
- BAe / Aerospatiale Concorde
- BAe / Avro 748
- BAe / Avro Vulcan
- BAe / BAC Strikemaster
- BAe / Blackburn Buccaneer
- BAe / English Electric Canberra
- BAe / English Electric Lightning
- BAe / Handley Page Jetstream
- BAe / Handley Page Victor
- BAe / Hawker Hunter
- BAe / Hawker Siddeley Harrier
  - Harrier Jump Jet
- BAe / Hawker Siddeley Nimrod
- BAe / Hawker Siddeley Trident
- BAe / Hunting Jet Provost
- McDonnell Douglas / BAe AV-8B Harrier II
- McDonnell Douglas / BAe T-45 Goshawk
- BAe / Saab JAS 39 Gripen
- BAe / Scottish Aviation Bulldog
- BAe / Vickers VC10
- Eurofighter Typhoon
- Panavia Tornado
- Panavia Tornado ADV
- Sepecat Jaguar

## Krila za potniška letala
- Airbus A300
- Airbus A310
- Airbus A320
- Airbus A330
- Airbus A340
- Airbus Beluga
- Avion de Transport Supersonique Futur - projekt

## Vodljive rakete
- ALARM
- Rapier
- Sea Dart
- Sea Eagle
- Sea Skua
- Sea Wolf
- Skyflash
- PAAMS
- Skylark
- S225XR

## Brezpilotna letala
- BAe Flybac
- BAE Systems Phoenix
- BAE SkyEye
- BAe Stabileye

## Vesoljski izdelki
- Giotto probe
- HOTOL
- Olympus-1
- Orbital Test Satellite
- Skynet (satellites)